# Södra Teatern (Malmö)

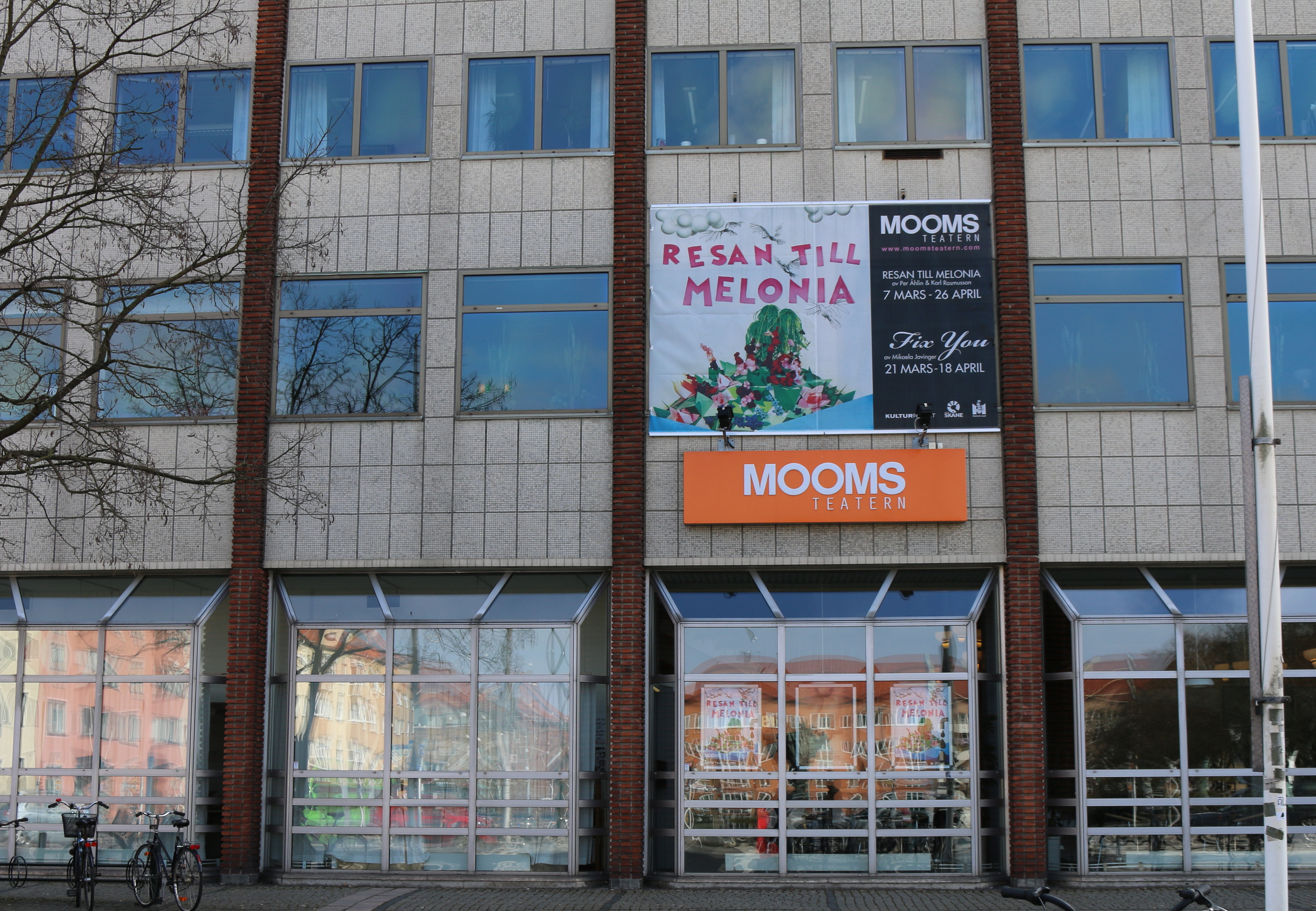
Södra teatern i Malmö Folkets Hus.

Södra Teatern i Malmö är en teater och biograf inrymd i Malmö Folkets Hus. Teatern invigdes 1947 och fungerade till en början som filialscen för Malmö Stadsteater. Södra Teatern, även kallad Södran, blev snart en scen för lättare underhållning. Sommaren 1947 var det premiär för Gunnar Frimans revy, den gick så bra att han fick fortsatt förtroende och återkom med ytterligare en revy 1948.
1949–1951 huserade Dubbel-Olle Ohlsson på teatern, han satte upp några revyer i sällskap med Thor Modéen. Efter att Dubbel-Olle gått i konkurs användes Södran i huvudsak som biograf. 1959–1963 fick Södran en renässans tack vare Nils Poppe och Albert Gaubier som tog hand om teatern. Poppes glansnummer Blåjackor drog fulla hus, liksom bejublade revyer med gästartister som bland andra Zarah Leander, Tage Severin och Siw Malmkvist. Därefter har Södran blivit något av en gästspelsscen för fria grupper och turnerande teatersällskap.
Sedan 2006 är Södra Teatern fast hemmascen för den uppmärksammade Moomsteatern.